# Beierella
Beierella is een geslacht van rechtvleugeligen uit de familie sabelsprinkhanen (Tettigoniidae). De wetenschappelijke naam van dit geslacht is voor het eerst geldig gepubliceerd in 1978 door Piza.

## Soorten
Het geslacht Beierella  is monotypisch en omvat slechts de volgende soort:
- Beierella brasiliensis (Piza, 1978)